# Miran Marušič
Miran Marušič, slovenski agronom, * 6. marec 1924, Šempeter pri Gorici, Kraljevina Italija, † 1999.

## Življenje in delo
Rodil se je v družini zidarskega mojstra Mirka in učiteljice Otilije Marušič rojene Trobec. Osnovno šolo je obiskoval v Kustošiji pri Zagrebu, gimnazijo v Zagrebu in prav tam leta 1951 diplomiral ter 1976 magistriral na Agronomski fakulteti z nalogo o vplivu gojenja s fosforjem in kalcijem na nekatere vinske trte v Slovenskem primorju. Po diplomi je v letih 1951–1959 služboval na Primorskem: posestvo na Ajševici (1951–1954), kmetijska šola v Ložah (1955–1960) in do 1982 na Koprskem: Kmetijski kombinat v Seči (1961–1970) ter do 1982, ko je stopil v pokoj vodil kooperacijo vrtnin podjetja Droga-Portorož. Vodil je dela na urejanju zemljiških kompleksov družbenih podjetij in zadrug, predaval pa tudi na višji kmetijski šoli v Poreču. Vključil se je tudi v raziskovalno delo; preučeval je sadjarstvo in vinogradništvo v Slovenskem primorju. V strokovnih revijah in časopisih je objavil nad 250 razprav oziroma člankov (npr.: v reviji Moj mali svet: 1978; Refošk včeraj, danes in jutri in Vpliv gnojenja vinogradov na količino in kakovost pridelka grozdja ter 1985 Nekaj misli o pridelovanju marelic na primorskem) ter predaval na strokovnih srečanjih. Marušič ima velike zasluge za dvig primorskega vinarstva.